# Agliata
L'agliata est un condiment et une sauce à l'ail salée et très parfumée qui s'emploie dans la cuisine italienne pour aromatiser et accompagner les viandes, poissons et légumes grillés ou bouillis,,. 
Attestée pour la première fois dans la Rome antique, elle continue de faire partie de la cuisine ligurienne actuelle.
La porrata est une sauce similaire, qui se prépare avec des poireaux à la place de l'ail.
En France, l'aïoli est préparé d'une manière identique.